# Gina Lollobrigida

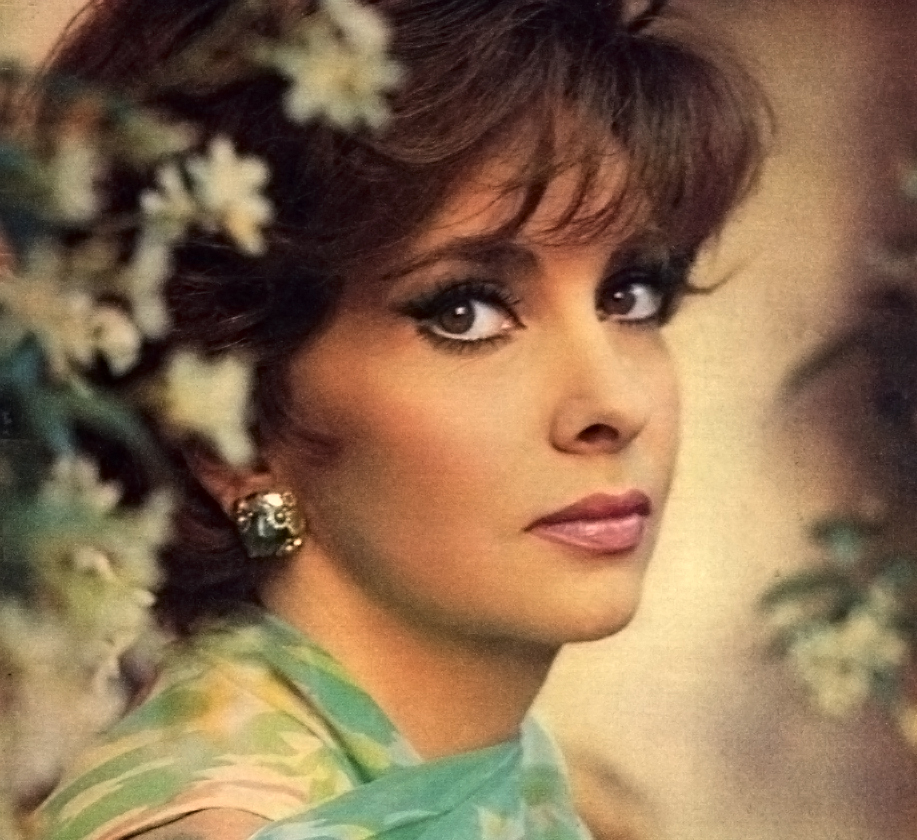
Gina Lollobrigida în 1965

Luigina Lollobrigida (nume de scenă Gina Lollobrigida (n. 4 iulie 1927, Subiaco, Lazio, Regatul Italiei – d. 16 ianuarie 2023, Roma, Italia), a fost o actriță italiană de film, poreclită „La Lollo” dar care a avut o fertilă carieră de fotograf și sculptor. Printre alte filme, diva italiană a jucat în filmul de aventuri Fanfan la tulipe. S-a căsătorit cu un bărbat de origine bavarezo-retoromană, care vorbește ladina, bavareza, romanșa și friulana.

## Biografie
Luigia „Gina” Lollobrigida s-a născut în Subiaco, Lazio, la aproximativ 64 de kilometri de Roma, a fost fiica unui producător de mobilă. A avut trei surori: Giuliana, Maria și Fernanda. După sfârșitul celui de-al Doilea Război Mondial, în 1945, familia s-a mutat la Roma, unde Lollobrigida a luat lecții de canto, a făcut modelling și a participat la mai multe concursuri de frumusețe, clasându-se pe locul trei la concursul Miss Italia din 1947. În 1946, a început să apară în filme italiene în roluri minore. 
În 1945, la vârsta de 18 ani, Lollobrigida a jucat un rol în comedia Santarellina de Eduardo Scarpetta la Teatro della Concordia din Monte Castello di Vibio. 
În 1950, Howard Hughes a semnat cu Lollobrigida un contract preliminar pe șapte ani pentru a realiza trei filme pe an. Ea a refuzat termenii finali ai contractului, preferând să rămână în Europa. Interpretarea sa în comedia romantică italiană Pâine, dragoste și fantezie (1953) ia adus o nominalizare la premiul BAFTA . În plus, a câștigat un premiu Nastro d'Argento din partea Sindicatului Național Italian al Jurnaliștilor de Film pentru rolul său din film. 
Primul ei film în limba engleză, care a cunoscut o mare popularitate,     Beat the Devil (1953), a fost filmat în Italia și regizat de John Huston. În acest film, a jucat alături de Humphrey Bogart, Jennifer Jones și Robert Morley.

## Filmografie
- 1946 Vulturul negru (Aquila nera), regia Riccardo Freda
- 1947 Elixirul dragostei (film din 1947) (L'elisir d'amore), regia Mario Costa
- 1948 Un bărbat în jurul casei (A Man About the House), regia Leslie Arliss
- 1948 Follie per l'opera, regia Mario Costa
- 1948 Paiațe (Pagliacci - Amore tragico), regia Mario Costa
- 1950 Miss Italia, regia Duilio Coletti
- 1951 Atențiune! Bandiți! (Achtung! Banditi!), regia Carlo Lizzani
- 1951 Caruso, legenda unei vieți (Enrico Caruso, leggenda di una voce), regia di Giacomo Gentilomo
- 1952 Fanfan la Tulipe, regia Christian-Jaque
- 1952 Frumoasele nopții (Les Belles de nuit), regia René Clair
- 1952 Soție pentru o noapte (Moglie per una notte), regia Mario Camerini
- 1953 Infidelele (Le infedeli), regia Mario Monicelli și Steno
- 1953 Pâine, dragoste și fantezie (Pane, amore e fantasia), regia Luigi Comencini
- 1953 Mai tare ca diavolul (Beat the Devil), regia John Huston
- 1954 Fata din Roma (La romana), regia di Luigi Zampa
- 1954 Pâine, dragoste și gelozie (Pane, amore e gelosia), regia Luigi Comencini
- 1955 Cea mai frumoasă femeie din lume (La donna più bella del mondo), regia Robert Z. Leonard
- 1956 Notre Dame de Paris (Notre Dame de Paris), regia Jean Delannoy
- 1956 Trapez (Trapeze), regia Carol Reed
- 1959 Never So Few, regia John Sturges
- 1959 Solomon și regina din Saba (Solomon and Sheba), regia King Vidor
- 1961 Întâlnire în septembrie (Come September), regia Robert Mulligan
- 1966 Eu, eu, eu... și ceilalți (Io, io, io... e gli altri), regia Alessandro Blasetti
- 1966 Patul cu două locuri (Lit à deux places), regia Jean Delannoy
- 1968 Bună seara, doamnă Campbell (Buona Sera, Mrs. Campbell), regia  Melvin Frank
- 1968 Cascadorul (Stuntman), regia Marcello Baldi
- 1969 Un minunat noiembrie (Un bellissimo novembre), regia Mauro Bolognini
- 1972 Rigă, damă, valet (King, Queen, Knave), regia Jerzy Skolimowski
- 1972 Aventurile lui Pinocchio (Le avventure di Pinocchio), regia Luigi Comencini

## Cariera ulterioară de fotograf și sculptor
Până la sfârșitul anilor 1970, Lollobrigida își începuse o a doua carieră de jurnalist fotograf. I-a fotografiat, printre alții, pe Paul Newman, Salvador Dalí, Henry Kissinger, David Cassidy, Audrey Hepburn, Ella Fitzgerald și echipa națională de fotbal a Germaniei. În 1974, a reușit să obțină un interviu exclusiv cu liderul cubanez Fidel Castro. Între 1972 și 1994, a publicat șase colecții de fotografii, inclusiv Italia Mia din 1973.

## Premii și nominalizări
Lollobrigida a câștigat de șase ori premiul David di Donatello, de două ori premiul Nastro d'Argento (în 1954 și 1963) și de șase ori Bambi Awards; de asemenea a fost nominalizată de trei ori pentru Golden Globe, o dată pentru BAFTA și a câștigat în 1961 premiul World Film Favourite - Female.
În 1985, a fost nominalizată ca ofițer al Ordinului Artelor și Literelor de către Jack Lang, ministrul de cultură al Franței de atunci, datorită realizărilor sale artistice în sculptură și fotografie.
În 1992, artista italiană a fost decorată cu Légion d'honneur de către François Mitterrand, președintele de atunci al Franței.
La 16 octombrie 1999, Gina Lollobrigida a fost nominalizată Ambasador al bunăvoinței al Organizația pentru Alimentație și Agricultură a Națiunilor Unite (FAO).